# 明石市立錦が丘小学校
明石市立錦が丘小学校（あかししりつ にしきがおかしょうがっこう）は、兵庫県明石市魚住町にある公立小学校である。2022年度（令和4年度）現在の児童数は 377名となっている。

## 沿革
- 1974年（昭和49年）4月1日 - 明石市立錦が丘小学校創立。

## 通学区域
明石市教育委員会の通学区域を参照。

## 進路状況
ほとんどの児童は明石市立魚住東中学校へ進学するが、国私立中学校へ進学する児童もいる。

## 著名な出身者
- 平内龍太 - プロ野球選手

## 通学区域が隣接している学校
- 明石市立魚住小学校
- 明石市立錦浦小学校
- 明石市立江井島小学校